# Rijenci
Rijenci is een plaats in de gemeente Voćin in de Kroatische provincie Virovitica-Podravina. De plaats telt 7 inwoners (2001).